# Ludwig Pietsch
Ludwig Pietsch (né le 25 décembre 1824 à Dantzig et mort le 27 novembre 1911 à Berlin) est un peintre, écrivain d'art et feuilletoniste prussien à Berlin.

## Biographie

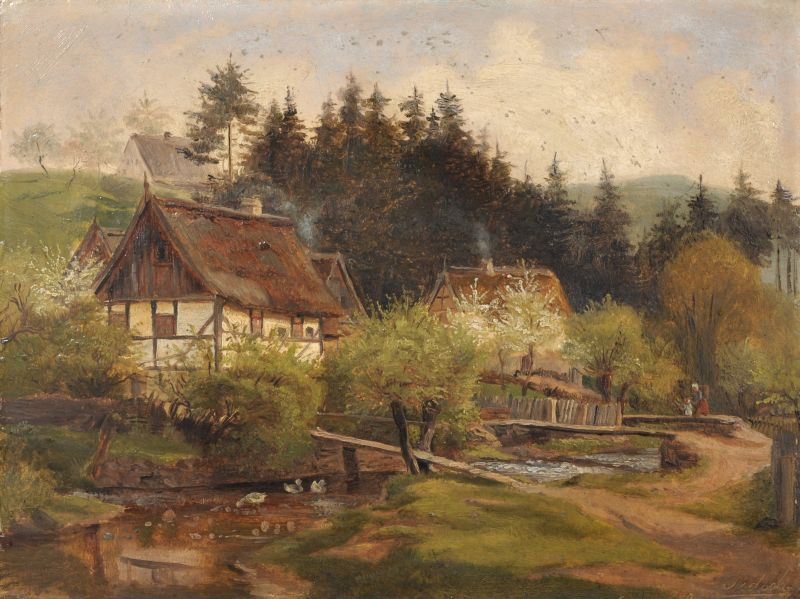

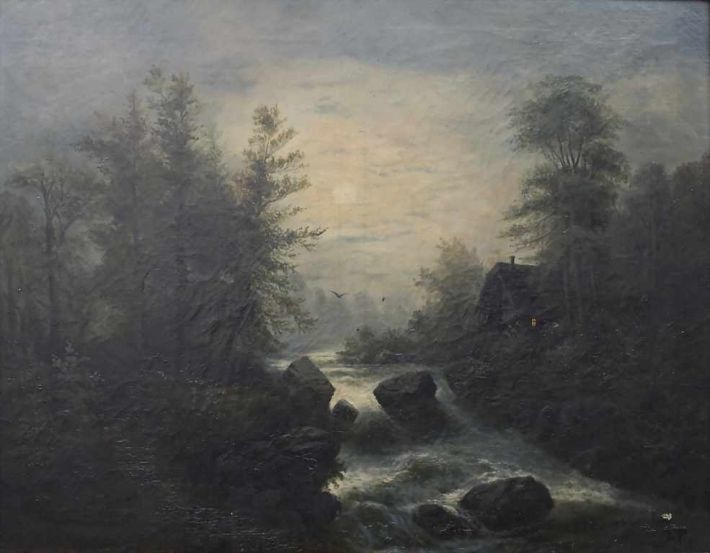

Pietsch étudie à l'école d'art et de commerce de Dantzig et 1841-1843 l'Académie des beaux-arts de Berlin et travaille comme dessinateur pour des journaux et des magazines, tels que le célèbre Illustrirte Zeitung de Leipzig. À partir de 1864, il écrit des articles pour le Vossische Zeitung, le Spenersche Zeitung (de), pour le Schlesische Zeitung de Breslau, dont il est un temps rédacteur artistique, pour la revue Grenzboten publié par Gustav Freytag et Julian Schmidt, et pour le Berliner Allgemeine Zeitung (de). Il rend compte des événements sociaux à Berlin, en particulier du bal annuel de la presse, dont il est considéré comme le chroniqueur le plus important et le critique de mode le plus talentueux, à son grand dam, ainsi que des expériences de voyage, des expositions d'art et commerciales et en tant que compagnon du prince héritier Friedrich sur la guerre franco-prussienne 1871 .
Le jour de son 70e anniversaire, Pietsch est nommé professeur.
Pietsch a la réputation d'être un mondain infatigable jusqu'à un âge avancé. Il socialise quotidiennement et de manière tout aussi intensive avec des acteurs, des artistes et des hommes politiques et est un connaisseur intime de presque tous les groupes de discussion, cafés, restaurants et bals de Berlin et est très admiré pour cela, en particulier par ses lectrices.
Parmi les plus importantes connaissances plus proches de Pietsch figurent le dirigeant syndical Ferdinand Lassalle, le sculpteur Reinhold Begas, le peintre Adolph Menzel et les écrivains Theodor Storm, Theodor Fontane et Ivan Tourgueniev. Pietsch maintient des contacts particulièrement étroits avec Tourgueniev à Berlin et à Baden-Baden.

## Œuvres (en sélection)
- Aus Welt und Kunst : Studien und Bilder. Jena : Costenoble, 1867 (2 Bände)
- Von Berlin bis Paris. Kriegsbilder (1870 -1871). Berlin 1871
- Nach Athen und Byzanz. Ein Frühlingsausflug. Berlin: Janke 1871
- Orientfahrten eines Berliner Zeichners. Berlin: Janke 1871
- Marokko. Briefe von der deutschen Gesandtschaftsreise nach Fez im Frühjahr 1877. Leipzig: Brockhaus 1878
- Wallfahrt nach Olympia im ersten Frühling der Ausgrabungen (April und Mai 1876) nebst einem Bericht über die Resultate der beiden folgenden Ausgrabungs-Campagnen. Reisebriefe. Berlin: Luckhardt 1879
- Andreas Achenbach. Breslau 1880
- Paul Meyerheim. Breslau 1881
- Die deutsche Malerei der Gegenwart auf der Jubiläums-Ausstellung der Königlichen Akademie der Künste zu Berlin 1886. München: Hanfstaengel 1886 (Digitalisat Gemeinsamer Bibliotheksverbund (GBV))
- Die Malerei auf der Münchener Jubiläums-Kunst-Ausstellung 1888. München: Hanfstaengel 1888–1889
- Ludwig Pietsch: Wie ich Schriftsteller geworden bin. Der wunderliche Roman meines Lebens. (Digitalisate in der Digitalen Bibliothek Mecklenburg-Vorpommern)
  - Band 1: Erinnerungen aus den Fünfziger Jahren. Berlin: Fontane 1893.
  - Band 2: Erinnerungen aus den Sechziger Jahren. Berlin: Fontane 1894.
  - Neu herausgegeben von Peter Goldammer, Berlin: Aufbau-Verlag 2000.  (ISBN 3-351-02875-X)
- Internationale Kunstausstellung Berlin 1896. Begleitext von Ludwig Pietsch. Franz Hanfstaengl, München 1896 Digitalisat
- Aus jungen und alten Tagen. Erinnerungen. Berlin : Fontane 1904
- Die großen Weihnachtsausstellungen, hg. Angelika Friederici, in: Castan's Panopticum. Ein Medium wird besichtigt, Heft 3 (D1), Berlin 2008  (ISBN 978-3-928589-23-9)

## Correspondance

### Lettres non imprimées
- 14 lettres de Ludwig Pietsch à Carl Hinstorff (de) du 4 novembre 1864 au 13 juillet 1865[2]
- Ludwig Pietsch à Inconnu 1873 Institut Heinrich Heine

### Lettres imprimées
- Blätter der Freundschaft. Aus dem Briefwechsel zwischen Theodor Storm und Ludwig Pietsch. Mitgeteilt von Volquart Pauls. Heide: Boyens 1939
- Theodor Fontanes Briefe an Ludwig Pietsch. Eingeleitet u. kommentiert von Christa Schultze. In: Fontane Blätter. Potsdam. Bd. 2, Heft 1, 1969, S. 10–59
- Iwan Turgenjew. Briefe an Ludwig Pietsch. Mit einem Anhang: Ludwig Pietsch über Turgenjew. Aufbau-Verlag, Berlin und Weimar 1968